# Juan Farias
Juan Farias Díaz-Noriega (Serantes, Ferrol, La Coruña, 31 de marzo de 1935 - Villaviciosa de Odón, Madrid; 11 de junio del 2011) fue un escritor español cuya obra puede dividirse en dos grandes etapas: los lectores adultos (de 1959 a 1975) y los niños y jóvenes (de 1977 a 2011). En este segundo género es donde obtuvo un mayor reconocimiento.

## Rasgos característicos de su obra para niños y jóvenes
La obra de Farias es sin duda singular en el panorama de la literatura española, por su compromiso político, su voluntad de estilo y su léxico preciso, la minuciosa descripción del mundo rural (con frecuencia, de la posguerra) y su renuencia a ajustarse a los esquemas narrativos y trucos literarios más típicos del género. La crítica ha tendido a organizar esas características bajo el paraguas de la "economía de medios", con la salvedad de que debe entenderse una economía sin concesiones: no hay barroquismo ni alardes retóricos, pero no se renuncia a la exactitud ni a los dialectalismos, cuando es preciso. Entre sus numerosos premios, cabe destacar que en 2005 fue galardonado con el primer Premio Iberoamericano de Literatura Infantil y Juvenil, que otorga la editorial SM. También había obtenido en 1980 el Premio Nacional de Literatura Infantil y Juvenil con una de las cien mejores obras del siglo XX español, según la Fundación Germán Sánchez Ruipérez, Algunos niños, tres perros y más cosas.

## Obras

### Obra para adultos
- Puente de cáñamo, 1962
- Los niños numerados, 1965
- Los buscadores de agua, 1966. Finalista del Premio Nadal
- Gran Cabotaje, 1968
- La tripa de la ciudad 1970
- A Gritos, Gilbert, furiosamente, 1972
- El hombre pervertido, 1975

### Obra infantil y juvenil
- El mapa y los Pájaros: Historias de media tarde, 1977
- El perro sin rabo, 1977
- Algunos niños, tres perros y más cosas, 1980. Premio Nacional de Literatura Infantil y Juvenil
- Crónicas de Media Tarde: Años difíciles, El barco de los peregrinos y El guardián del silencio, 1983-1985.
- El niño que vino con el viento, 1986
- EL hijo del jardinero, 1987
- El estanque de las libélulas, 1987
- Los pequeños nazis del 43, 1987
- La cuesta de los galgos, 1988
- Por tierras de pan llevar, 1988
- Los mercaderes del diablo, 1989
- Un tiesto lleno de lápices, 1989
- La isla de Jacobo, 1990
- Cuarenta niños y un perro, 1992
- Bandido, 1992
- Carmela, 1992
- Las cosas de Pablo, 1993
- La infancia de Martín Piñeiro, 1994
- La fortuna de Ulises, 1994
- El árbol, el hombre y el camino, 1994
- Ronda de suspiros, 1994
- A la sombra del maestro, 1995
- Los niños numerados, 1996
- Los caminos de la luna, 1997
- Por donde pasan las ballenas, 1997
- Los duendes, 1997
- Cuando Arturo se escapó de casa, 1998
- La posada del séptimo día, 1998
- El paso de los días, 2000
- Un cesto cargado de palabras, 2000
- Ismael, que fue marinero, 2000
- El último lobo, 2000
- Los apuros de un dibujante de historietas, 2002
- El loco de la ría, 2005
- Una cinta azul de dos palmos y pico
- Desde el corazón de la manzana, 2011

- "Juan Farias, el maravilloso mundo de lo cotidiano", CLIJ, n.º 140, julio-agosto de 2001, pp. 7-23.

## Premios recibidos
- 1960 – Premio Santo Tomás de Aquino de novela corta
- 1964 – Premio Ciudad de Oviedo
- 1965 – Finalista del Premio Nadal
- 1980 - Premio Nacional de Literatura infantil y juvenil
- 1984 - Lista de Honor del IBBY (La Organización Internacional del Libro Juvenil)
- 1984 - Lista de Honor del Premio CCEI
- 1987 - Mención de Honor del Premio Europeo de Literatura Infantil Pier Paolo Vergerio de la Universidad de Padua
- 1994 - Premio Internacional de Ilustración Fundación Santa María
- 2005 - Premio Iberoamericano de Literatura Infantil y Juvenil Ediciones SM, por el conjunto de su obra

- Incluido en la Lista The White Ravens de la Internationale Jugendbibliothek de Múnich 1982, 1984, 1986, 1992.
- Finalista del Premio Nacional de Literatura Infantil 1983, 1987.
- Nominado al Astrid Lindgren Memorial Award - ALMA (Premio de Literatura en Memoria de Astrid Lindgren), que otorga anualmente el Gobierno de Suecia, 2008, 2009, 2010 y 2011.